# Little Willie John (sång)
Little Willie John är en låt framförd och skriven av Peter LeMarc 1991. Låten finns med på studioalbumet Sången dom spelar när filmen är slut. Låten låg på Svensktoppen under två veckor mellan 26 maj och 2 juni 1991 med tionde plats som bästa placering och på Tracks under tre veckor mellan 8 juni och 22 juni 1991 med plats 13 som bästa placering. Låtens text beskriver hur protagonisten möter en kvinna. Hon anses som missanpassad, men lär honom att älska. Hon spelar också skivor med den amerikanske soulsångaren Little Willie John för honom.  Låten har tolkats av ett flertal artister, både på skiva och under liveframträdanden.

## Bakgrund
Låten skrevs i november 1990 i källaren till LeMarcs svärföräldrars hus, strax utanför Trollhättan. Han hade tillfälligt återvänt till sin hemstad för att finna inspiration och arbetsro.
 
En fredagkväll tog LeMarc en promenad genom staden. Han återger i sin självbiografi 100 sånger & sanningen bakom dem (2009) hur han "passerade kanalen, över järnvägsbron. Mot slussarna och ner till älven ... Utan att egentligen vara medveten om det flöt minnen och berättelser upp till ytan. Förvrängda hågkomster från ungdomsåren kom fram ... Jag mindes den nerlagda mjölkbutiken med sina stora fönster." Resultatet blev låten Little Willie John. Förutom den skrevs här också Är det därför jag älskar dej så?, Säg som det är, Nonsomdu, Ett av dom sätt, Båten över och Gråt!.

## Tolkningar
Låten tolkades 2013 av sångaren Tommy Körberg i TV-programmet Alla tiders hits på SVT. Versionen utkom samma år som singel.
Sommaren 2017 samlades över ettusen musiker och sångare i Nova Arena i Trollhättan för att bilda världens största orkester. De framförde en version av låten, i arrangemang av dirigent Ulf Wadenbrandt.

## Dokumentär
Ett avsnitt av dokumentärserien Hitlåtens historia på SVT ägnades åt låten. Programmet gjordes av musikjournalisten Magnus Broni och i avsnittet uppdagas det att låten i verkligheten är baserad på en tidigare lärarkollega till LeMarc som heter Bosse.

## Listplaceringar
| Lista (1991) | Topplacering |
| ------------ | ------------ |
| Sverige      | 37           |

| Lista (1991) | Topplacering (Antal veckor) |
| ------------ | --------------------------- |
| Tracks       | 13 (3)                      |

| Lista (1991) | Topplacering (Antal veckor) |
| ------------ | --------------------------- |
| Svensktoppen | 10 (2)                      |